# Bangana behri
Bangana behri är en fiskart som först beskrevs av Fowler, 1937.  Bangana behri ingår i släktet Bangana och familjen karpfiskar. IUCN kategoriserar arten globalt som sårbar. Inga underarter finns listade.